# Лес на граните
Лес на граните — заповедное урочище. Находится в Тельмановском районе Донецкой области возле села Старогнатовка. Статус заповедного урочища присвоен решением облисполкома № 155 11 марта 1981 года. Площадь — 71,7 га. Лес на граните — это самая южная граница естественного леса в Донецкой области
Байрачный лес. Из деревьев в урочище произрастают: дуб, клён полевой, клён татарский, ясень, берест. Из кустарников в урочище произрастают: бересклет европейский, боярышник, терн, карагана кустарниковая.
Также в урочище произрастают: пион тонколистный (занесён в Красную книгу Украины), шафран сетчатый, ковыль, пролеска сибирская, хохлатка плотная, гусиный лук, чистяк весенний.
По количеству пиона тонколистного «Лес на граните» занимает второе место в Донецкой области после Хомутовской степи.